# ルドルフ・ヘス - アウシュヴィッツの指揮官
『ルドルフ・ヘス - アウシュヴィッツの指揮官』（Rudolf Höss, Kommandant in Auschwitz, Deutscher Taschenbuch Verlag, 1963.）は、アウシュヴィッツ強制収容所の所長ルドルフ・ヘスが著した回顧録。
1946年5月25日、拘束されたヘスはポーランドへと身柄を引き渡された。戦後の混乱もあいまって、ヘスの裁判は遅々として進まず、ヘスは約10ヶ月を拘置所で過ごした。その期間を利用して回顧録が執筆された。
この回顧録には、自分がアウシュヴィッツの所長になるまでの経緯と、その後の出来事についてが記されている。ヘスはこの中で、自分の家族のためにあまり時間を割けなかった事を深く悔やんでいる。更に、ハインリヒ・ヒムラーに関する事や、ユリウス・シュトライヒャーの『シュテュルマー』に対する批判等が克明に記されており、ナチス幹部の人間関係や、ホロコーストに関する幹部の考え方等が分かる貴重な資料となっている。

## 日本語訳
- 片岡啓治訳　『アウシュヴィッツ収容所』　講談社学術文庫 1999年